# Demografía de Dinamarca

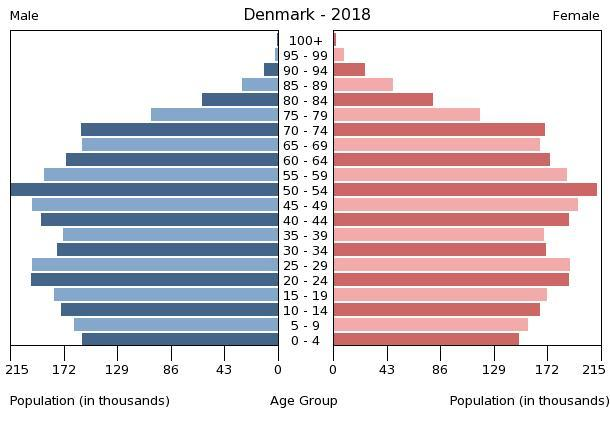
La pirámide poblacional de Dinamarca ilustra la estructura por edad y sexo de la población y puede proporcionar información sobre la estabilidad política y social, así como sobre el desarrollo económico.

El artículo siguiente describe la demografía de Dinamarca.

## Población
Muchos de los daneses actuales trazan su árbol genealógico a partir de la población germano-gótica que habitó Dinamarca desde tiempos prehistóricos. Sin embargo, con la inmigración que ha llegado al país en los últimos años, la población danesa se ha convertido en más heterogénea. 
Durante las migraciones de los hunos y los eslavos, los daneses se instalaron en la península de Jutlandia. Fueron expulsados por los nativos y otras tribus de origen germánico. Los atacantes dejaron atrás un montón de barcos, cuyos restos, en la actualidad, aún se están recuperando.
Desde 1980, el número de daneses se ha mantenido constante en torno a los 5 millones en Dinamarca, concentrando el crecimiento de la población sobre la base de la población inmigrante.
Para el 2020 se estima un total de 5,822,863 habitantes de los cuales un 86.9% es de origen danés, mientras que el 13.1% restante se definen como con "origen extranjero", definidos como inmigrantes o descendientes de una primera generación de inmigrantes.Dentro de este último grupo, la mayoría proviene de Turquía, Polonia, Alemania, Irak, Rumania, Siria, Somalia, Irán y Afganistán.

## Etnias
Los principales grupos corresponden a:
- Escandinavos
- Inuits
- Feroés
- Alemánes

Una pequeña minoría de germano-parlantes habita hoy en día en el sur de Jutlandia, exactamente en el norte de Sleswig. Los duques de Schleswing y Holstein estuvieron durante mucho tiempo bajo las órdenes del Santo Imperio Romano, cuestión que se utilizó para mantenerse independientes. La zona norte de Schleswing entró a formar parte de Dinamarca con el Tratado de Versalles. Hoy en día gran parte de la población de las zonas fronterizas habla los dos idiomas.
La mayor parte de la población de origen inuit habita en Groenlandia; las Islas Feroe tienen una población nórdica que habla su propio lenguaje. La educación es obligatoria desde los siete a los 16 años y es gratuita hasta el nivel universitario.

### Nivel de alfabetización
Nivel de alfabetización (mayores de 15 años que pueden leer y escribir): 
- Población total: 100%
- Hombres: 100%
- Mujeres: 100%

## Religión
Dinamarca permite la libertad de cultos. En la actualidad se practican 12 religiones diferentes en todo el país. La Iglesia del Pueblo Danés está apoyada por el estado y, de acuerdo con los datos del 2020, un 74,3 % de los daneses practican esta religión, sufriendo una progresiva disminución en el número total de adherentes. La segunda religión con mayor número de seguidores es el islam, con un total de 4.4 %.

## Idiomas
El danés es el principal idioma de Dinamarca.

## Inmigración

### Minorías modernas
El concepto de minorías modernas incluye a aquellos inmigrantes de primera, segunda (descendentes directos en la clasificación danesa) y tercera generación (hijos de descendientes en la clasificación danesa). Los hijos de descendientes de personas extranjeras podrían ser ambos de origen danés (si ambos de sus padres nacieron en Dinamarca y poseen la ciudadanía danesa) y de "origen extranjero" (si uno de sus padres es un inmigrante de segunda generación y el otro de primera generación). Por lo tanto, esta tabla incluye a todas las personas previamente descritas quienes son clasificados como de  "origen extranjero" y los inmigrantes de tercera generación, quienes se clasifican como de "origen danés".
| #   | País de origen       | Población (2021) |
| --- | -------------------- | ---------------- |
| 1.  | Turquía              | 75,072           |
| 2.  | Polonia              | 49,369           |
| 3.  | Siria                | 44,326           |
| 4.  | Alemania             | 35,141           |
| 5.  | Rumania              | 34,997           |
| 6.  | Irak                 | 34,217           |
| 7.  | Pakistán             | 31,175           |
| 8.  | Líbano               | 30,435           |
| 9.  | Bosnia y Herzegovina | 23,449           |
| 10. | Irán                 | 22,408           |
| 11. | Somalia              | 21,338           |
| 12. | Afganistán           | 19,957           |
| 13. | Reino Unido          | 17,651           |
| 14. | Noruega              | 17,481           |
| 15. | Suecia               | 17,095           |
| 16. | Vietnam              | 16,307           |
| 17. | India                | 15,595           |
| 18. | Lituania             | 15,231           |
| 19. | Ucrania              | 15,595           |
| 20. | China                | 14,841           |

## Estadísticas vitales
Datos según Statistics Denmark, que recopila las estadísticas oficiales de Dinamarca.
|      | Población | Nacimientos | Muertes | Crecimiento natural | Tasa bruta de natalidad (por 1000) | Tasa bruta de mortalidad (por 1000) | Crecimiento natural (por 1000) | Tasa de fertilidad |
| ---- | --------- | ----------- | ------- | ------------------- | ---------------------------------- | ----------------------------------- | ------------------------------ | ------------------ |
| 1900 | 2,432,000 | 72,129      | 40,891  | 31,238              | 29.7                               | 16.8                                | 12.8                           | 4.16               |
| 1901 | 2,463,000 | 73,219      | 38,786  | 34,425              | 29.7                               | 15.7                                | 14.0                           | 4.14               |
| 1902 | 2,494,000 | 72,839      | 36,424  | 36,391              | 29.2                               | 14.6                                | 14.6                           | 4.05               |
| 1903 | 2,525,000 | 72,351      | 36,956  | 35,403              | 28.7                               | 14.6                                | 14.0                           | 3.96               |
| 1904 | 2,546,000 | 73,692      | 35,903  | 37,788              | 28.9                               | 14.1                                | 14.8                           | 3.97               |
| 1905 | 2,574,000 | 73,082      | 38,598  | 34,484              | 28.4                               | 15.0                                | 13.4                           | 3.87               |
| 1906 | 2,603,000 | 74,217      | 35,231  | 38,986              | 28.5                               | 13.5                                | 15.0                           | 3.87               |
| 1907 | 2,635,000 | 74,324      | 37,275  | 37,049              | 28.2                               | 14.1                                | 14.1                           | 3.81               |
| 1908 | 2,668,000 | 76,233      | 39,072  | 37,161              | 28.6                               | 14.6                                | 13.9                           | 3.83               |
| 1909 | 2,702,000 | 76,301      | 35,837  | 40,464              | 28.2                               | 13.3                                | 15.0                           | 3.78               |
| 1910 | 2,737,000 | 75,299      | 35,184  | 40,013              | 27.5                               | 12.9                                | 14.6                           | 3.67               |
| 1911 | 2,770,000 | 73,933      | 37,236  | 36,697              | 26.7                               | 13.4                                | 13.2                           | 3.60               |
| 1912 | 2,802,000 | 74,659      | 36,486  | 38,173              | 26.6                               | 13.0                                | 13.6                           | 3.58               |
| 1913 | 2,833,000 | 72,475      | 35,364  | 37,111              | 25.6                               | 12.5                                | 13.1                           | 3.43               |
| 1914 | 2,866,000 | 73,294      | 35,921  | 37,373              | 25.6                               | 12.5                                | 13.0                           | 3.42               |
| 1915 | 2,901,000 | 70,192      | 37,174  | 33,018              | 24.2                               | 12.8                                | 11.4                           | 3.23               |
| 1916 | 2,936,000 | 71,559      | 39,265  | 32,294              | 24.4                               | 13.4                                | 11.0                           | 3.23               |
| 1917 | 2,972,000 | 70,306      | 39,224  | 31,082              | 23.7                               | 13.2                                | 10.5                           | 3.11               |
| 1918 | 3,006,000 | 72,505      | 39,038  | 33,467              | 24.1                               | 13.0                                | 11.1                           | 3.16               |
| 1919 | 3,041,000 | 68,722      | 39,590  | 29,132              | 22.6                               | 13.0                                | 9.6                            | 2.96               |
| 1920 | 3,079,000 | 78,230      | 39,841  | 38,389              | 25.4                               | 12.9                                | 12.5                           | 3.29               |
| 1921 | 3,283,000 | 78,815      | 36,215  | 42,600              | 24.0                               | 11.0                                | 13.0                           | 3.11               |
| 1922 | 3,318,000 | 73,899      | 39,452  | 34,435              | 22.3                               | 11.9                                | 10.4                           | 2.87               |
| 1923 | 3,352,000 | 74,827      | 37,903  | 36,924              | 22.3                               | 11.3                                | 11.0                           | 2.85               |
| 1924 | 3,389,000 | 73,836      | 38,091  | 35,778              | 21.8                               | 11.2                                | 10.6                           | 2.78               |
| 1925 | 3,425,000 | 71,897      | 37,083  | 34,814              | 21.0                               | 10.8                                | 10.2                           | 2.66               |
| 1926 | 3,452,000 | 70,734      | 38,093  | 32,641              | 20.5                               | 11.0                                | 9.5                            | 2.58               |
| 1927 | 3,475,000 | 68,024      | 40,190  | 27,834              | 19.6                               | 11.6                                | 8.0                            | 2.44               |
| 1928 | 3,497,000 | 68,516      | 38,484  | 30,032              | 19.6                               | 11.0                                | 8.6                            | 2.43               |
| 1929 | 3,518,000 | 65,297      | 39,486  | 25,913              | 18.6                               | 11.2                                | 7.4                            | 2.30               |
| 1930 | 3,542,000 | 66,303      | 38,174  | 28,129              | 18.7                               | 10.8                                | 7.9                            | 2.29               |
| 1931 | 3,569,000 | 64,266      | 40,578  | 23,688              | 18.0                               | 11.4                                | 6.6                            | 2.20               |
| 1932 | 3,603,000 | 64,650      | 39,701  | 24,949              | 17.9                               | 11.0                                | 6.9                            | 2.17               |
| 1933 | 3,633,000 | 62,780      | 38,287  | 24,493              | 17.3                               | 10.5                                | 6.7                            | 2.10               |
| 1934 | 3,666,000 | 65,116      | 38,050  | 27,066              | 17.8                               | 10.4                                | 7.4                            | 2.15               |
| 1935 | 3,695,000 | 65,223      | 40,816  | 24,407              | 17.7                               | 11.0                                | 6.6                            | 2.12               |
| 1936 | 3,722,000 | 66,418      | 40,919  | 25,499              | 17.8                               | 11.0                                | 6.9                            | 2.14               |
| 1937 | 3,749,000 | 67,440      | 40,442  | 26,998              | 18.0                               | 10.8                                | 7.2                            | 2.16               |
| 1938 | 3,777,000 | 68,463      | 39,058  | 29,407              | 18.1                               | 10.3                                | 7.8                            | 2.18               |
| 1939 | 3,805,000 | 67,914      | 38,535  | 29,379              | 17.8                               | 10.1                                | 7.7                            | 2.16               |
| 1940 | 3,832,000 | 70,121      | 39,730  | 30,391              | 18.3                               | 10.4                                | 7.9                            | 2.22               |
| 1941 | 3,863,000 | 71,306      | 39,756  | 31,550              | 18.5                               | 10.3                                | 8.2                            | 2.24               |
| 1942 | 3,903,000 | 79,545      | 37,527  | 42,018              | 20.4                               | 9.6                                 | 10.8                           | 2.50               |
| 1943 | 3,949,000 | 84,319      | 37,982  | 46,337              | 21.4                               | 9.6                                 | 11.7                           | 2.65               |
| 1944 | 3,998,000 | 90,641      | 41,087  | 49,554              | 22.7                               | 10.3                                | 12.4                           | 2.84               |
| 1945 | 4,045,000 | 95,062      | 42,298  | 52,764              | 23.5                               | 10.5                                | 13.0                           | 2.98               |
| 1946 | 4,101,000 | 96,111      | 42,013  | 54,098              | 23.4                               | 10.2                                | 13.2                           | 3.02               |
| 1947 | 4,146,000 | 91,714      | 40,043  | 51,671              | 22.1                               | 9.7                                 | 12.5                           | 2.90               |
| 1948 | 4,190,000 | 84,938      | 35,981  | 48,957              | 20.3                               | 8.6                                 | 11.7                           | 2.71               |
| 1949 | 4,230,000 | 79,919      | 37,793  | 42,126              | 18.9                               | 8.9                                 | 10.0                           | 2.58               |
| 1950 | 4,271,000 | 79,558      | 39,300  | 40,258              | 18.6                               | 9.2                                 | 9.4                            | 2.57               |
| 1951 | 4,304,000 | 76,559      | 37,960  | 38,599              | 17.8                               | 8.8                                 | 9.0                            | 2.50               |
| 1952 | 4,334,000 | 76,943      | 39,173  | 37,770              | 17.8                               | 9.0                                 | 8.7                            | 2.53               |
| 1953 | 4,369,000 | 78,261      | 39,350  | 38,911              | 17.9                               | 9.0                                 | 8.9                            | 2.60               |
| 1954 | 4,406,000 | 76,365      | 39,885  | 36,480              | 17.3                               | 9.1                                 | 8.3                            | 2.55               |
| 1955 | 4,439,000 | 76,845      | 38,789  | 38,056              | 17.3                               | 8.7                                 | 8.6                            | 2.58               |
| 1956 | 4,466,000 | 76,725      | 39,588  | 37,137              | 17.2                               | 8.9                                 | 8.3                            | 2.61               |
| 1957 | 4,488,000 | 75,264      | 41,730  | 33,534              | 16.8                               | 9.3                                 | 7.5                            | 2.57               |
| 1958 | 4,515,000 | 74,681      | 41,560  | 33,121              | 16.5                               | 9.2                                 | 7.3                            | 2.55               |
| 1959 | 4,547,000 | 73,928      | 42,159  | 31,769              | 16.3                               | 9.3                                 | 7.0                            | 2.52               |
| 1960 | 4,581,000 | 76,077      | 43,681  | 32,396              | 16.6                               | 9.5                                 | 7.1                            | 2.57               |
| 1961 | 4,610,000 | 76,439      | 43,310  | 33,129              | 16.6                               | 9.4                                 | 7.2                            | 2.55               |
| 1962 | 4,647,000 | 77,808      | 45,334  | 32,474              | 16.7                               | 9.8                                 | 7.0                            | 2.58               |
| 1963 | 4,684,000 | 82,413      | 45,773  | 36,640              | 17.6                               | 9.8                                 | 7.8                            | 2.64               |
| 1964 | 4,720,000 | 83,356      | 46,811  | 36,545              | 17.7                               | 9.9                                 | 7.7                            | 2.60               |
| 1965 | 4,758,000 | 85,796      | 47,884  | 37,912              | 18.0                               | 10.1                                | 8.0                            | 2.61               |
| 1966 | 4,795,000 | 88,332      | 49,344  | 38,988              | 18.4                               | 10.3                                | 8.1                            | 2.62               |
| 1967 | 4,836,000 | 81,410      | 47,836  | 33,574              | 16.8                               | 9.9                                 | 6.9                            | 2.35               |
| 1968 | 4,865,000 | 74,543      | 47,290  | 27,253              | 15.3                               | 9.7                                 | 5.6                            | 2.12               |
| 1969 | 4,891,000 | 71,298      | 47,943  | 23,355              | 14.6                               | 9.8                                 | 4.8                            | 2.00               |
| 1970 | 4,951,000 | 70,802      | 48,233  | 22,569              | 14.3                               | 9.7                                 | 4.6                            | 1.95               |
| 1971 | 4,963,000 | 75,359      | 48,858  | 26,501              | 15.2                               | 9.8                                 | 5.3                            | 2.04               |
| 1972 | 4,992,000 | 75,505      | 50,445  | 25,060              | 15.1                               | 10.1                                | 5.0                            | 2.03               |
| 1973 | 5,022,000 | 71,895      | 50,526  | 21,369              | 14.3                               | 10.1                                | 4.3                            | 1.92               |
| 1974 | 5,045,000 | 71,327      | 51,637  | 19,690              | 14.1                               | 10.2                                | 3.9                            | 1.90               |
| 1975 | 5,060,000 | 72,071      | 50,895  | 21,176              | 14.2                               | 10.1                                | 4.1                            | 1.92               |
| 1976 | 5,073,000 | 65,267      | 54,001  | 11,266              | 12.9                               | 10.6                                | 2.2                            | 1.75               |
| 1977 | 5,088,000 | 61,878      | 50,485  | 11,393              | 12.2                               | 9.9                                 | 2.2                            | 1.66               |
| 1978 | 5,104,000 | 62,036      | 52,864  | 9,172               | 12.2                               | 10.4                                | 1.8                            | 1.67               |
| 1979 | 5,117,000 | 59,464      | 54,654  | 4,810               | 11.6                               | 10.7                                | 0.9                            | 1.60               |
| 1980 | 5,123,000 | 57,293      | 55,939  | 1,354               | 11.2                               | 10.9                                | 0.3                            | 1.55               |
| 1981 | 5,122,000 | 53,089      | 56,359  | -3,270              | 10.4                               | 11.0                                | -0.6                           | 1.44               |
| 1982 | 5,118,000 | 52,658      | 55,368  | -2,710              | 10.3                               | 10.8                                | -0.5                           | 1.43               |
| 1983 | 5,114,000 | 50,822      | 57,156  | -6,334              | 9.9                                | 11.2                                | -1.2                           | 1.38               |
| 1984 | 5,112,000 | 51,800      | 57,109  | -5,309              | 10.1                               | 11.2                                | -1.0                           | 1.40               |
| 1985 | 5,114,000 | 53,749      | 58,378  | -4,629              | 10.5                               | 11.4                                | -0.9                           | 1.45               |
| 1986 | 5,121,000 | 55,312      | 58,100  | -2,788              | 10.8                               | 11.3                                | -0.5                           | 1.48               |
| 1987 | 5,127,000 | 56,221      | 58,136  | -1,915              | 11.0                               | 11.3                                | -0.4                           | 1.50               |
| 1988 | 5,130,000 | 58,844      | 58,984  | -127                | 11.5                               | 11.5                                | -0.0                           | 1.56               |
| 1989 | 5,133,000 | 61,351      | 59,397  | 2,047               | 12.0                               | 11.6                                | 0.4                            | 1.62               |
| 1990 | 5,140,000 | 63,433      | 60,926  | 2,545               | 12.3                               | 11.9                                | 0.5                            | 1.67               |
| 1991 | 5,154,000 | 64,358      | 59,581  | 4,777               | 12.5                               | 11.6                                | 0.9                            | 1.68               |
| 1992 | 5,170,000 | 67,726      | 60,821  | 6,905               | 13.1                               | 11.8                                | 1.3                            | 1.76               |
| 1993 | 5,189,000 | 67,369      | 62,809  | 4,560               | 13.0                               | 12.1                                | 0.9                            | 1.75               |
| 1994 | 5,205,000 | 69,666      | 61,099  | 8,567               | 13.4                               | 11.7                                | 1.6                            | 1.81               |
| 1995 | 5,228,000 | 69,771      | 63,127  | 6,644               | 13.3                               | 12.1                                | 1.3                            | 1.81               |
| 1996 | 5,262,000 | 67,638      | 61,043  | 6,595               | 12.9                               | 11.6                                | 1.3                            | 1.75               |
| 1997 | 5,284,000 | 67,648      | 59,898  | 7,750               | 12.8                               | 11.3                                | 1.5                            | 1.76               |
| 1998 | 5,301,000 | 66,174      | 58,453  | 7,721               | 12.5                               | 11.0                                | 1.5                            | 1.72               |
| 1999 | 5,322,000 | 66,220      | 59,179  | 7,041               | 12.4                               | 11.1                                | 1.3                            | 1.74               |
| 2000 | 5,340,000 | 67,084      | 57,998  | 9,086               | 12.6                               | 10.9                                | 1.7                            | 1.77               |
| 2001 | 5,359,000 | 65,458      | 58,355  | 7,103               | 12.2                               | 10.9                                | 1.3                            | 1.74               |
| 2002 | 5,375,000 | 64,075      | 58,610  | 5,465               | 11.9                               | 10.9                                | 1.0                            | 1.72               |
| 2003 | 5,391,000 | 64,599      | 57,574  | 7,025               | 12.0                               | 10.7                                | 1.3                            | 1.76               |
| 2004 | 5,405,000 | 64,609      | 55,086  | 9,523               | 12.0                               | 10.2                                | 1.8                            | 1.78               |
| 2005 | 5,419,000 | 64,282      | 54,962  | 9,320               | 11.9                               | 10.1                                | 1.7                            | 1.80               |
| 2006 | 5,437,000 | 64,984      | 55,477  | 9,507               | 12.0                               | 10.2                                | 1.7                            | 1.85               |
| 2007 | 5,461,000 | 64,082      | 55,604  | 8,478               | 11.7                               | 10.2                                | 1.6                            | 1.84               |
| 2008 | 5,494,000 | 65,038      | 54,591  | 10,447              | 11.8                               | 9.9                                 | 1.9                            | 1.89               |
| 2009 | 5,523,000 | 62,818      | 54,872  | 7,946               | 11.4                               | 9.9                                 | 1.4                            | 1.84               |
| 2010 | 5,548,000 | 63,411      | 54,368  | 9,043               | 11.4                               | 9.8                                 | 1.6                            | 1.87               |
| 2011 | 5,571,000 | 58,998      | 52,516  | 6,482               | 10.6                               | 9.4                                 | 1.2                            | 1.75               |
| 2012 | 5,591,000 | 57,916      | 52,325  | 5,591               | 10.4                               | 9.4                                 | 1.0                            | 1.73               |
| 2013 | 5,614,000 | 55,844      | 52,428  | 3,416               | 9.9                                | 9.3                                 | 0.6                            | 1.67               |
| 2014 | 5,659,000 | 56,870      | 51,340  | 5,530               | 10.1                               | 9.1                                 | 1.0                            | 1.69               |
| 2015 | 5,707,000 | 58,205      | 52,555  | 5,650               | 10.2                               | 9.2                                 | 1.0                            | 1.71               |
| 2016 | 5,749,000 | 61,614      | 52,824  | 8,790               | 10.7                               | 9.2                                 | 1.5                            | 1.78               |
| 2017 | 5,781,000 | 61,272      | 53,261  | 8,011               | 10.6                               | 9.2                                 | 1.4                            | 1.75               |
| 2018 | 5,806,000 | 61,476      | 55,232  | 6,244               | 10.6                               | 9.5                                 | 1.1                            | 1.73               |
| 2019 | 5,823,000 | 61,167      | 53,958  | 7,209               | 10.5                               | 9.3                                 | 1.2                            | 1.70               |
| 2020 | 5,840,045 | 60,937      | 54,645  | 6,292               | 10.5                               | 9.4                                 | 1.1                            | 1.67               |